# Tomislav Marić
Tomislav Marić (ur. 28 stycznia 1973 w Heilbronn) – chorwacki piłkarz grający na pozycji napastnika.
Marić urodził się w rodzinie chorwackich gastarbeiterów, którzy wyemigrowali do Niemiec i osiedlili się w mieście Heilbronn. Piłkarską karierę zaczynał w małym klubie TSV Talheim. Potem grał w innych klubach z lig regionalnych jak ESV Heilbronn, VfR Heilbronn i SpVgg 07 Ludwigsburg. Latem 1994 trafił do klubu z 1. Bundesligi, Karlsruher SC. W lidze zadebiutował 7 października tego samego roku w przegranym 0:1 meczu z Eintrachtem Frankfurt, kiedy to zagrał ostatnie 5 minut. Przez cały sezon zagrał jeszcze w końcówkach 3 innych meczów i w 1995 roku pożegnał się z drużyną z Karlsruhe odchodząc do drugoligowego klubu SG Wattenscheid 09. Zdobył 7 bramek w sezonie, ale cała drużyna zagrała bardzo słabo i zajęła ostatnie 18. miejsce spadając do 3. ligi. Latem 1996 trafił do Stuttgarter Kickers, w którym spędził 4 sezony. Rok w rok drużyna ta broniła się przed spadkiem. Najlepszy dla Maricia sezon patrząc na osiągnięcia indywidualne był sezon 1999/2000, w którym to zdobył 21 bramek stając się jednym z najlepszych strzelców ligi. Szybko dostał oferty z 1. ligi, a wybrał tę z VfL Wolfsburg. W Wolfsburgu wiodło mu się całkiem nieźle, grał w pierwszym składzie drużyny, m.in. mając za partnerów w ataku Andrzeja Juskowiaka, Jonathana Akpoborie czy Diego Klimowicza. W tym trzyletnim okresie gry Marić zdobył 30 bramek dla Wolfsburga, drużyna ta nie odnosiła jednak większych sukcesów zajmując głównie miejsca w środku tabeli. W lipcu 2003 został wypożyczony do Borussii Mönchengladbach. Tam nie zagrzał długo miejsca. Z powodu kłopotów z wywalczeniem miejsca w podstawowym składzie wrócił do Wolfsburga, ale i tu nie szło mu najlepiej. W 2005 roku dość niespodziewanie wyjechał aż do Japonii, gdzie przez pół sezonu grał w klubie Urawa Red Diamonds. Od lata 2005 jest zawodnikiem klubu z Regionalligi Południowej (odpowiednik 3. ligi) TSG 1899 Hoffenheim. W 2007 roku awansował z nim do 2. Bundesligi, ale w sezonie 2007/2008 nie wystąpił w żadnym spotkaniu i następnie zakończył karierę. Hoffenheim awansowało wówczas do niemieckiej ekstraklasy.
W reprezentacji Chorwacji Marić zadebiutował 8 maja 2002 roku w wygranym 2:0 meczu z Węgrami. Ogółem w kadrze zagrał 9 meczów i zdobył 2 bramki. Pierwszą 20 listopada 2002 w wygranym 1:0 meczu z Rumunią, a drugą 29 marca 2003 w wygranym 4:0 meczu z Belgią w ramach kwalifikacji Euro 2004. 11 czerwca tamtego roku rozegrał też swój ostatni mecz w kadrze – wygrany 1:0 z Estonią także w eliminacjach do Euro 2004.
| Sezon   | Klub                     | Kraj    | Rozgrywki     | Mecze | Bramki |
| ------- | ------------------------ | ------- | ------------- | ----- | ------ |
| 1994/95 | Karlsruher SC            | Niemcy  | Bundesliga    | 4     | 0      |
| 1995/96 | SG Wattenscheid 09       | Niemcy  | 2. Bundesliga | 31    | 7      |
| 1996/97 | Stuttgarter Kickers      | Niemcy  | 2. Bundesliga | 20    | 6      |
| 1997/98 | Stuttgarter Kickers      | Niemcy  | 2. Bundesliga | 33    | 7      |
| 1998/99 | Stuttgarter Kickers      | Niemcy  | 2. Bundesliga | 26    | 8      |
| 1999/00 | Stuttgarter Kickers      | Niemcy  | 2. Bundesliga | 33    | 21     |
| 2000/01 | VfL Wolfsburg            | Niemcy  | Bundesliga    | 30    | 6      |
| 2001/02 | VfL Wolfsburg            | Niemcy  | Bundesliga    | 17    | 12     |
| 2002/03 | VfL Wolfsburg            | Niemcy  | Bundesliga    | 27    | 12     |
| 2003/04 | Borussia Mönchengladbach | Niemcy  | Bundesliga    | 7     | 1      |
| 2003/04 | VfL Wolfsburg            | Niemcy  | Bundesliga    | 11    | 1      |
| 2005    | Urawa Red Diamonds       | Japonia | J-League      | 13    | 8      |
| 2005/06 | TSG 1899 Hoffenheim      | Niemcy  | Regionalliga  | 15    | 9      |
| 2006/07 | TSG 1899 Hoffenheim      | Niemcy  | Regionalliga  | 32    | 8      |
| 2007/08 | TSG 1899 Hoffenheim      | Niemcy  | 2. Bundesliga | 0     | 0      |